# Celduin
De Celduin (Nederlands/Engels: Running) is een fictieve rivier in J.R.R. Tolkiens Midden-Aarde.
Zij vormt de oostelijke grens van Rhovanion. Haar bron ligt in de Eenzame Berg en stroomt naar het Lange Meer, waar Esgaroth op was gebouwd en de Woudrivier uitmondt. Vanaf het Lange Meer stroomt de Celduin honderden mijlen naar het zuidoosten tot haar uitmonding in de zee van Rhûn.
Adorn · Anduin (de Grote Rivier) · Angren (Isen) · Baranduin (Brandewijn) · Betoverde Rivier · Bruinen (Luidwater) · Carnen (Roodwater) · Celduin (Running) · Celebrant (Zilverlei) · Celos · Ciril · Deemril · Dieptestroom · Erui · Gilrain · Glanduin (Grensrivier) · Glanhir (Meringstroom) · Gwathló (Grauwel) · Harnen (Zuiderrivier) · Lefnui · Lhûn (Lune) · Limlicht · Mitheithel (Grijsvloed) · Morgulduin · Morthond · Nimrodel · Ninglor (Lis) · Onodló (Entwas) · Poros · Rhimdath · Ringló · Serni · Sirith · Sirannon (Poortstroom) · Sneeuwborn · Het Water · Wilgewinde · Woudrivier